# Полишня
Полишня — река в Смоленской области России.
Протекает преимущественно в северном направлении по территории Гагаринского района. Исток — северо-западнее деревни Прудня, впадает в реку Малую Гжать в 9,7 км от её устья по левому берегу. Длина реки составляет 15 км, площадь водосборного бассейна — 41,4 км².
Вдоль течения реки расположены населённые пункты Потаповского сельского поселения — деревни Арденево, Астахово, Курово, Рапово, Белкино, Старое и Зайцево.

## Данные водного реестра
По данным государственного водного реестра России и геоинформационной системы водохозяйственного районирования территории РФ, подготовленной Федеральным агентством водных ресурсов:
- Бассейновый округ — Верхневолжский
- Речной бассейн — (Верхняя) Волга до Куйбышевского водохранилища (без бассейна Оки)
- Речной подбассейн — бассейны притоков (Верхней) Волги до Рыбинского водохранилища
- Водохозяйственный участок — Вазуза от истока до Зубцовского гидроузла, без реки Яуза до Кармановского гидроузла
- Код водного объекта — 08010100312110000001128